# Baka (Geist)
Der Baka ist ein Untoter des haitianischen Volksglaubens, der vergleichbar mit dem Ghul nach dem Tod wiederkommt, um Menschenfleisch zu essen. Auf diese Existenz nach dem Tod wurden die Bakas bereits zu Lebzeiten von einer geheimen Gesellschaft, der sie angehörten, vorbereitet.